# 神樂坂

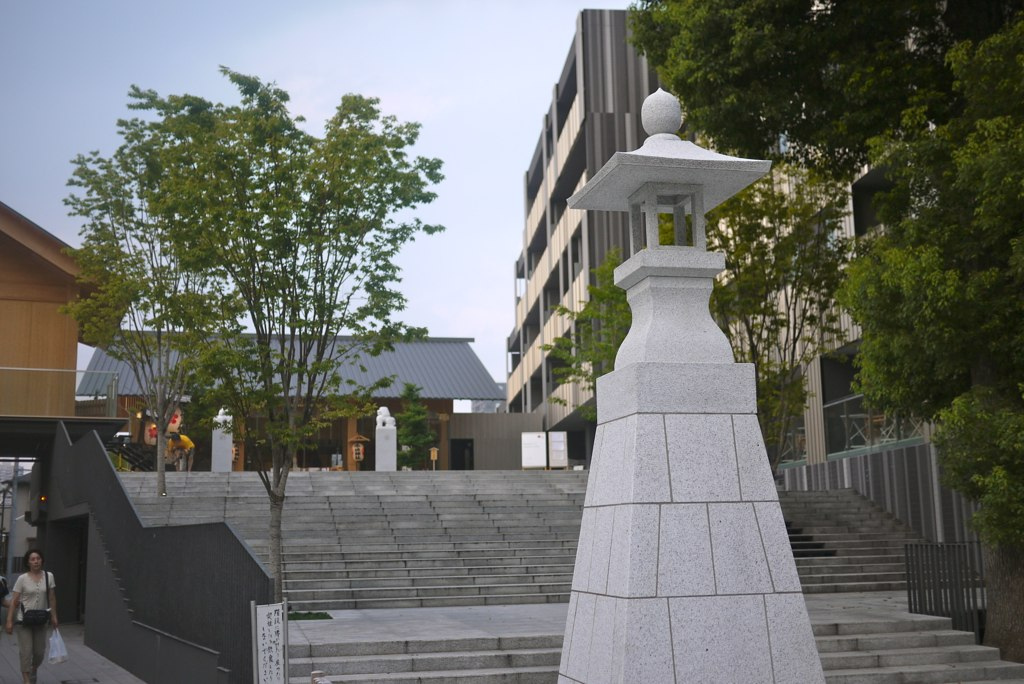
赤城神社

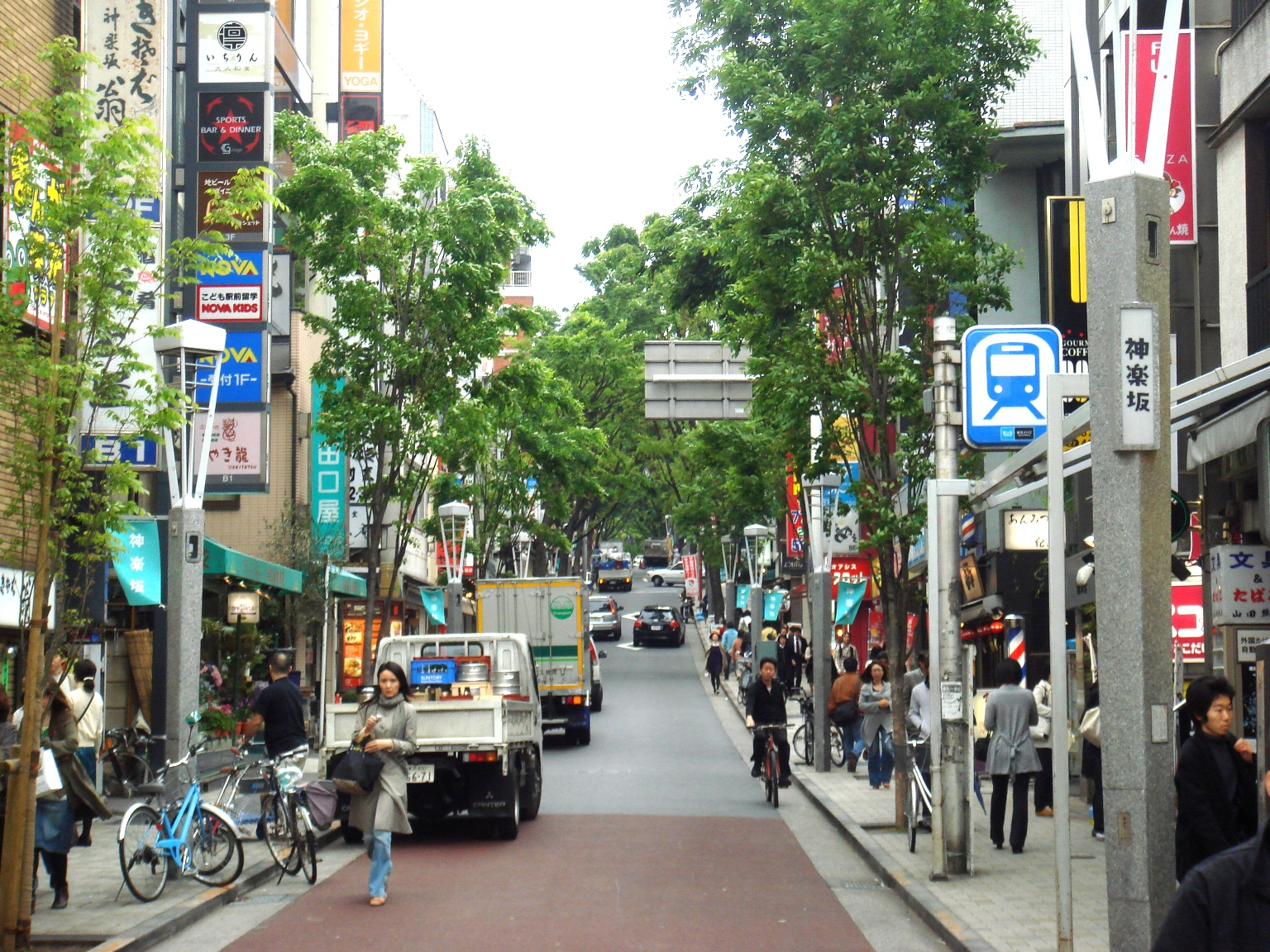
神樂坂下

神樂坂（日语：／ Kagurazaka */?）是日本東京都新宿區的一個地區，也是早稻田通從大久保通到外堀通之間長一公里的坂（坡道）。大久保通的一端稱為「坂上」、外堀通的一端稱為「坂下」。

## 歷史

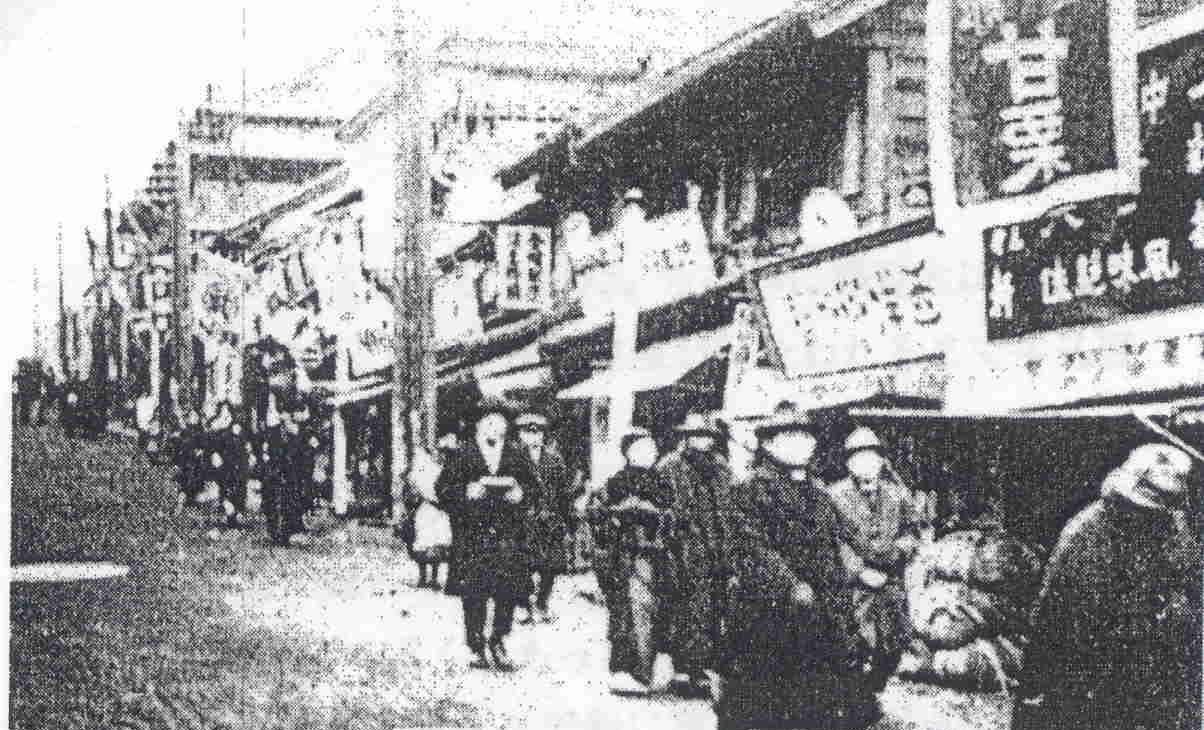
1908年的神乐坂

神樂坂的由來據說源於江戶時代，可聽見奉納給神社的神樂之坂。明治時代後期、大正時代發展成繁榮的花街，號稱「山之手銀座」。受尾崎紅葉、夏目漱石、与謝野晶子等文人喜愛的街道。

## 地名由來

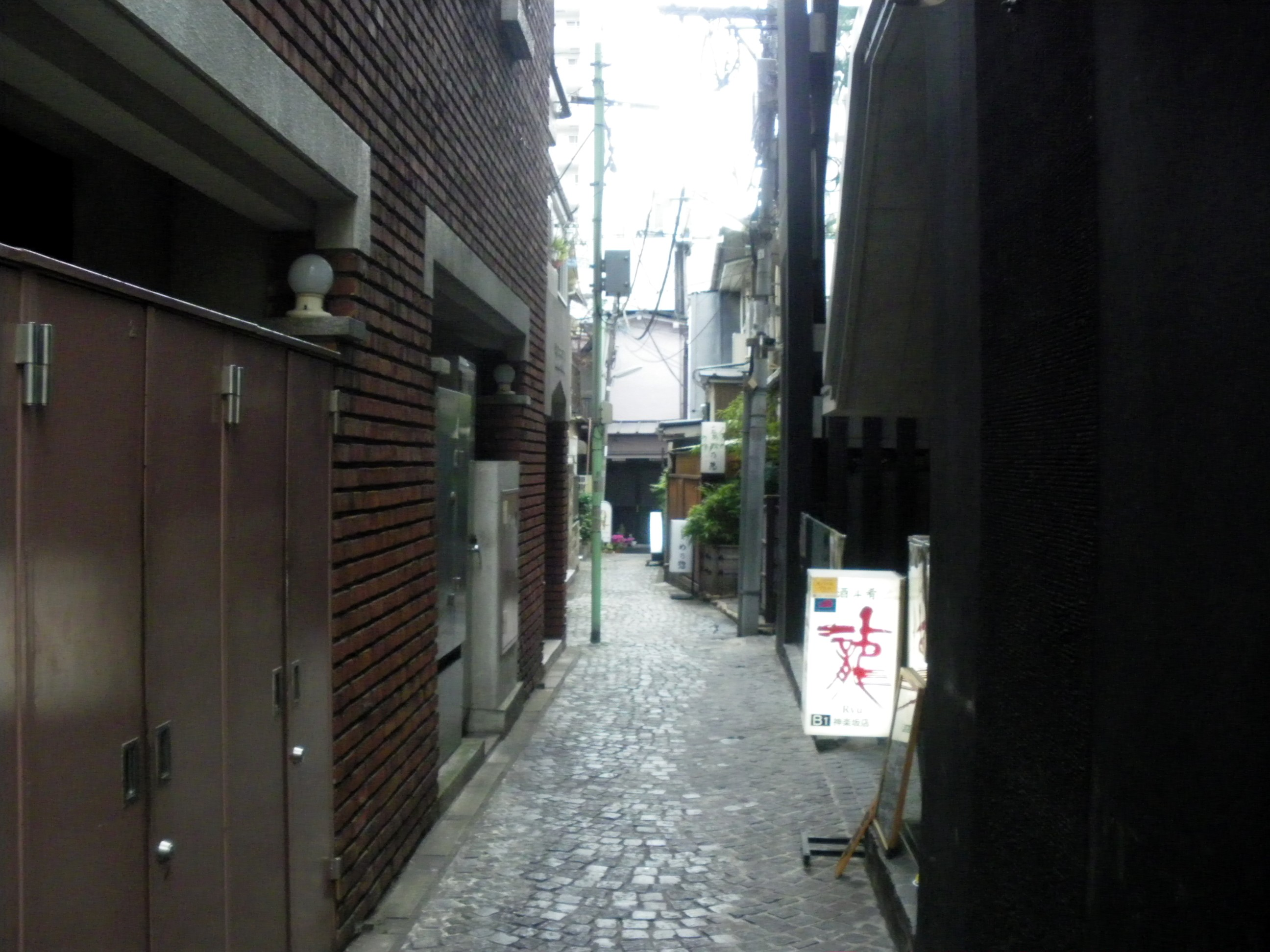
神樂坂的小路

根據「江戶名所圖會 卷之四」 (天保7年)，坂的右側是高田穴八幡的旅所，每當祭典時，坂上可聽見「若宮八幡之社」的神樂之音。
此外，根據「改撰江戶志」 (成立年代不明，但確認在文政時代以前就已存在) ，津久戶明神在元和時代要移往牛込時，神輿太重爬不上坂，但在演奏神樂後就順利到達坂上，因此稱為「神樂坂」。

## 特徴
此處可見散歩與騎著自行車的民眾。巷弄內可感受到寧静的氛圍，是都心難得有生活感的場所。部分路段在假日與午餐時間開放為步行街，人潮熙熙攘攘。
此外，神樂坂是日本少見的逆轉式單行道，午前與午後的汽車行進方向不同。午前是「坂上→坂下」 (早稻田側往飯田橋側) ，午後是「坂上←坂下」。根據計程車司機之間互相流傳的都市傳說，這是因為過去田中角榮從目白台自宅前往永田町上班時會經過此地，為配合其時間（上班：午前、下班：午後）所作的設定。實際的理由是，激增的交通流量使得地方開始要求管制，1956年改為都心往西側住宅地方向的單行道，1958年改為現在的逆轉式單行道。

## 周邊
神樂坂附近在大正時代發展成繁榮的花街。關東大地震以後，日本橋、銀座等地的商人湧入，夜店興盛。此時有山之手銀座之稱，並在林芙美子、矢田津世子等人的小說中登場。神樂坂沿線商店街林立，以瀬戶物屋、和菓子屋等和風商店為主。田山花袋曾寫下「因為沒有電車，山之手的住戶們，大致都到神樂坂活動」。隨著都市交通網的建立，神樂坂的人潮逐漸移往銀座與日本橋。2003年以後，連鎖店與便利商店陸續進駐，夏目漱石待過的田原屋等老店急速減少。周邊住宅街也陸續改建為公寓，逐漸失去往日的風情。
一踏入安靜的住宅區巷弄內，可看見許多餐廳與料亭。過去此地是江戶時代的蜀山人、明治時期的尾崎紅葉、泉鏡花等人的住所，尾崎紅葉舊居是新宿區指定史蹟，泉鏡花舊居是新宿區登録史蹟。此外，神樂坂周邊有毘沙門天善國寺、若宮八幡與赤城神社等多間寺社。
附近的學校有東京理科大學、法政大學。過去曾是東京日法學院所在地，許多法國相關機關座落於此，因此可看見法國人等外國人在此活動。
坂下（飯田橋側）有Para Para殿堂之稱的狄斯可舞廳「TWIN STAR」（日语：ツインスター）（1992年開店）在2003年8月關店。5丁目至矢來町是許多名人居住的高級住宅與古老居民的混合區。東京地下鐵東西線神樂坂站往矢來町方向有矢來能樂堂。假日開放為步行街的商店街人潮眾多，展現具生活感的景色。

## 阿波舞
神樂坂在每年夏季會舉辦神樂坂祭阿波舞大會。參加團體包括周邊的津久戶小學校、愛日小學校等小學與東京厚生年金醫院，以及神樂連（日语：かぐら連）、DUMDUM連（日语：だむだん連），也有來自德島縣與杉並區高圓寺的團體參加。

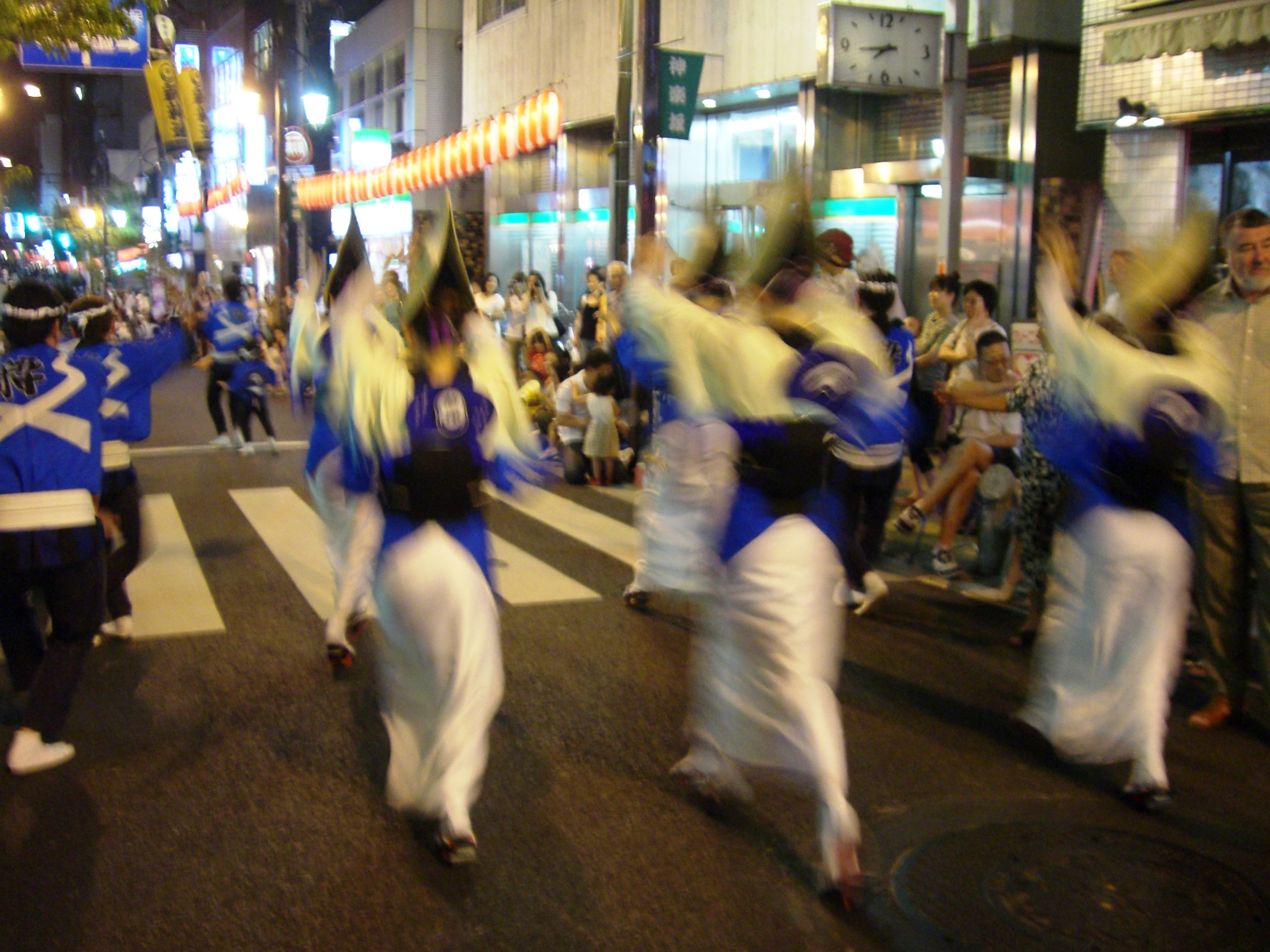
2007年阿波舞

## 町名變遷
| 1871年 -             | 1872年 - | 1879年 -     | 1911年 -     | 1951年 - （現行） |
| -------------------- | -------- | ------------ | ------------ | ----------------- |
| 牛込神樂町一丁目     | →        | →            | 神樂町一丁目 | 神樂坂一丁目      |
| 牛込神樂町二丁目     | →        | →            | 神樂町二丁目 | 神樂坂二丁目      |
| 牛込神樂町三丁目     | →        | →            | 神樂町三丁目 | 神樂坂三丁目      |
| 宮比町（一部）       | 上宮比町 | 牛込上宮比町 | 上宮比町     | 神樂坂四丁目      |
| 牛込肴町、寺地、武家地 | 牛込町   | →            | 町           | 神樂坂五丁目      |
| 牛込通寺町           | →        | →            | 通寺町       | 神樂坂六丁目      |

2017年12月1日為止的人口為2,475人。

## 交通
鐵路
- 神樂坂車站（東京地下鐵東西線）
- 牛込神樂坂車站（東京都交通局都營地下鐵大江戶線）
- 飯田橋站 - JR中央、總武緩行線、東京地下鐵東西線／有樂町線／南北線、都營地下鐵大江戶線
- 江戶川橋站 - 東京地下鐵有樂町線

## 外部連結
- 津久戸明神
- 赤城神社 （页面存档备份，存于）
- 矢来能楽堂・観世九皐会 （页面存档备份，存于）
- 神楽坂エリアネットワーク （页面存档备份，存于）

35°42′5″N 139°44′25″E / 35.70139°N 139.74028°E